# Oxira steni
Oxira steni är en fjärilsart som beskrevs av Felix Bryk 1948. Oxira steni ingår i släktet Oxira och familjen nattflyn. Inga underarter finns listade i Catalogue of Life.